# Waalse verkiezingen 2014/Kandidatenlijsten/PS
Dit zijn de kandidatenlijsten van de PS voor de Waalse verkiezingen van 2014. De verkozenen staan vetgedrukt.

## Aarlen-Marche-en-Famenne-Bastenaken

### Effectieven
1. Philippe Courard
2. Marie Neuberg
3. Stéphanie Heyden

### Opvolgers
1. Véronique Biordi-Taddei
2. José Guillaume
3. Valérie Peuckert
4. Joël Tanghe

## Bergen

### Effectieven
1. Nicolas Martin
2. Joëlle Kapompolé
3. Jean-Marc Dupont
4. Florence Monier
5. Nicolas Bastien

### Opvolgers
1. Pierre Tachenion
2. Manuella Senecaut
3. Martine Huart
4. Cédric Mélis
5. Florence Lecompte

## Charleroi

### Effectieven
1. Paul Magnette
2. Sophie Pécriaux
3. Graziana Trotta
4. Latifa Gahouchi
5. Mourad Sahli
6. Albine Quisenaire
7. Samuel Balseau
8. Babette Jandrain
9. Anthony Dufrane

### Opvolgers
1. Serdar Kilic
2. Nathalie Cattalini
3. Hicham Imane
4. Julie Patte
5. Jean-Luc Borremans
6. Manon Beghin
7. Jean-Luc Vandroogenbroeck
8. Florence Demacq

## Dinant-Philippeville

### Effectieven
1. Pierre-Yves Dermagne
2. Christine Poulin
3. Claude Bultot
4. Véronique Tichon

### Opvolgers
1. Eddy Fontaine
2. Marie-Julie Baeken
3. Annick Duchesne
4. Jean-Claude Maene

## Doornik-Aat-Moeskroen

### Effectieven
1. Rudy Demotte
2. Christiane Vienne
3. Bruno Lefebvre
4. Ludivine Dedonder
5. Bernard Bauwens
6. Catherine Van Lerberghe
7. Florent Van Grootenbrulle

### Opvolgers
1. Jean-Pierre Denis
2. Laetitia Liénard
3. Luc Van Der Stichelen
4. Anne Debouvrie
5. Guillaume Farvacque
6. Claudine Bouchard-Cardinael
7. Clarisse Cantillon

## Hoei-Borgworm

### Effectieven
1. Christophe Collignon
2. Isabelle Albert
3. Carine Renson
4. Vincent Mignolet

### Opvolgers
1. Eric Lomba
2. Vinciane Sohet
3. Aurelie Ochelen
4. Michel Lemmens

## Luik

### Effectieven
1. Jean-Claude Marcourt
2. Isabelle Simonis
3. Alain Onkelinx
4. Maurice Mottard
5. Christie Morreale
6. Robert Rouzeeuw
7. Chantal Daniel
8. Annie Cornet
9. Philippe Leerschool
10. Nadya Morcimen
11. Aïcha El Bahi Idrissi
12. Fabien Beltran
13. Hassan Bousetta

### Opvolgers
1. Mauro Lenzini
2. Déborah Geradon
3. André Vrancken
4. Ernur Colak
5. Valérie Maes
6. Zoé Istaz-Slangen
7. Didier Henrotin
8. Raphaël Quaranta
9. Marie-Virginie Brimbois
10. Florence Giet
11. Véronique De Keyser

## Namen

### Effectieven
1. Jean-Charles Luperto
2. Eliane Tillieux
3. Philippe Mahoux
4. Flavia Goffinet
5. Yves Depas
6. Nermin Kumanova
7. Philippe Carlier

### Opvolgers
1. Vincent Sampaoli
2. Laura Bioul
3. Antoine Piret
4. Valentine Evrard
5. Florence Collard
6. Carine Daffe
7. Fabian Martin

## Neufchâteau-Virton

### Effectieven
1. Patrick Adam
2. Annick Bradfer

### Opvolgers
1. Francis Steifer
2. Martine Simon
3. Roland Guillaume
4. Nathalie Heyard-Ughi

## Nijvel

### Effectieven
1. Dimitri Legasse
2. Anne Lambelin
3. Maurice Dehu
4. Fatou Coulibaly
5. Jean-Marc Scorey
6. Anne-Sophie Juarez-Caldevilla
7. Michaël Lenchant
8. Fabienne Gendarme

### Opvolgers
1. Kyriaki Michelis
2. Hassan Idrissi
3. Véronique Minet
4. Driss Taybi
5. Catherine Stalas
6. Victor Pirot
7. Nicole Peeters
8. Christian Fayt

## Thuin

### Effectieven
1. Paul Furlan
2. Françoise Fassiaux-Looten
3. Gisèle Navaux

### Opvolgers
1. Virginie Gonzalez Moyano
2. François Devillers
3. Jean-Philippe Goffin
4. Eugénie Ruelle

## Verviers

### Effectieven
1. Edmund Stoffels
2. Véronique Bonni
3. Yoann Frédéric
4. Julie Beckers
5. Céline Liessem
6. Ersel Kaynak

### Opvolgers
1. Muriel Targnion
2. Jean-François Istasse
3. Natacha Mossoux
4. Serge-Sapin Grandfils
5. Frédéric Archambeau
6. Valérie Dejardin

## Zinnik

### Effectieven
1. Olga Zrihen
2. Patrick Prévot
3. Fanny Bombart
4. Xavier Dupont

### Opvolgers
1. Christine Coppin
2. Affissou Fagbemi
3. Inês Mendes
4. Marc de Saint-Moulin